# 南魚沼市立上田小学校
南魚沼市立上田小学校（みなみうおぬましりつ うえだしょうがっこう）は、新潟県南魚沼市にある公立小学校。

## 沿革
- 2020年（令和2年）
  - 4月1日 - 第一上田小学校小学校と第二上田小学校小学校を統合し開校[1][2]。
  - 4月8日 - 新任式と最初の始業式挙行。
  - 4月9日 - 開校式と第1回入学式挙行。
- 2021年（令和3年）
  - 3月23日 - 第3学期終業式挙行。
  - 3月24日 - 第1回卒業証書授与式挙行。
  - 3月25日 - 最初の離任式挙行。

## 通学区域
- 雲洞、長表、三郎丸、早川、枝吉、金清坊、中之島、上田掛之下、広道、原芝野、横新田、上神字、小松沢、滝谷、沢口、一之沢、姥沢、台上、蟹沢、清水[3]

## 進学先中学校
公立中学校に進学する場合
- 南魚沼市立塩沢中学校[3]

## 学校周辺
- 国道291号
- すぱーく塩沢
- 荒川診療所
- セブンイレブン南魚沼早川店

## アクセス
- 南越後観光バス「六日町清水（畑新田経由）」線で、「越後上田郵便局前」バス停下車後、徒歩約1.2km・約18分。
- JR東日本上越線・北越急行ほくほく線六日町駅から、上述の南越後観光バスで、「越後上田郵便局前」バス停まで36分、下車後徒歩。

## その他
- 本校は、国際理解・英語教育（国際科）の教育課程特例校に指定されている。